# Medalla commemorativa de la Batalla de Verdun
La Medalla Commemorativa de la Batalla de Verdun (francès: Médaille commémorative de la bataille de Verdun) és una condecoració creada per la ciutat de Verdun el 20 de novembre de 1916 per commemorar la batalla de Verdun. No és una medalla oficial, sinó la insígnia dels "soldats de Verdun". Només veterans dels exèrcits francès o aliats que van estar en servei actiu entre el 31 de juliol de 1914 i el11 de novembre de 1918, al sector de Verdun, entre l'Argonne i Saint-Mihiel, a la zona sotmesa a bombardejos de canons. Els noms dels soldats de Verdun estan inscrits al registre que es diposita a la cripta del monument a la victòria erigit al centre de la ciutat i als llibres de visites que es conserven al museu de la guerra de la ciutat de Verdun.

## Disseny
- Insígnia: en bronze, de 27 mm de diàmetre, aquesta medalla té a l'anvers el cap de la República amb casc sostenint un sabre a la mà amb a sobre la llegenda "On ne passe pas" (No passaran) i la signatura Vernier; al revers, la façana de la Porte Chaussée, coronada pel nom de Verdun, envoltada de palmeres i a sota la data 21 de febrer de 1916 (data d'inici de la batalla).
- Cinta : vermella amb tres petites franges verticals blaves, blanques i vermelles a cada costat (els colors de la bandera de França).

## Els diferents models de la medalla de Verdun per ordre de raresa
- Model Vernier
- Model de Prudhomme
- Model Révillon
- Model Augier
- Model Marie Stuart, també anomenada model René
- Model Pautot (medalla triangular)
- Model de Steiner